# Liste des évêques d'Oria
La liste des évêques d'Oria recense les noms des évêques qui se sont succédé sur le siège épiscopal d'Oria, dans les Pouilles en Italie depuis la création du diocèse d'Oria le 8 mai 1591 par le pape Grégoire XIV. Avant cette date, les évêques et archevêques de Brindisi-Ostuni ont eu leur siège épiscopal à Oria entre le VIIIe siècle et le XIVe siècle à la suite de la destruction de Brindisi.

## Évêques d'Oria
- Vincenzo Del Tufo, C.R (1596-1600)
- Lucio Fornari (1601-1618)
- Giandomenico Ridolfi, C.R (1620-1630)
- Marco Antonio Parisi (1632-1649)
- Raffaele de Palma, O.F.M.Conv (1650-1674)
- Carlo Cuzzolino (1675-1697), nommé évêque de Pouzzoles
- Tommaso Maria Francia, O.P (1697-1719)
- Giambattista Labanchi (1720-1745)
- CastreseScaia (1746-1755)
- Francesco Antonio De Los Reyes (1756-1769)
- Giovanni Capece (1770-1770)
- Enrico Celaja (1772-1780)
- Alessandro Maria Calefati (1781-1794)
  - Siège vacant (1794-1798)
- Fabrizio Cimino, C.SS.R (1798-1818)
- Francesco Saverio Trigiani, O.F.M.Conv (1818-1828)
- Michele Lanzetta (1829-1832)
- Giandomenico Guida, C.M (1833-1848)
  - Siège vacant (1848-1851)
- Luigi Margarita, C.M (1851-1888)
- Tommaso Montefusco (1888-1895)
- Teodosio Maria Gargiulo (1895-1902)
- Antonio di Tommaso (1903-1947)
- Alberico Semeraro (1947-1978)
- Salvatore De Giorgi (1978-1981), nommé archevêque de Foggia et évêque de Bovino et de Troia
- Armando Franco (1981-1997)
- Marcello Semeraro (1998-2004), nommé évêque d'Albano
- Michele Castoro (2005-2009), nommé archevêque de Manfredonia-Vieste-San Giovanni Rotondo
- Vincenzo Pisanello (2010-   )

## Sources
- (en) Fiche du diocèse d'Oria sur catholic-hierarchy.org